# Adeline Ashbury
Adeline Ashbury, née Adaline Asbury le 4 août 1901 à New York et morte le 17 mars 1982 à Los Angeles, est une actrice américaine.

## Filmographie
- 1929 : Two Sisters, de Scott Pembroke : Mrs. Rhodes
- 1932 : The Western Limited, de Christy Cabanne : Mrs. James
- 1933 : Torchy's Kitty Coup, de C.C. Burr
- 1933 : Torchy Turns Turtle, de C.C. Burr
- 1938 : L'Impossible Monsieur Bébé (Bringing Up Baby), de Howard Hawks : Mrs. Peabody